# Sagan om den nyfikna abborren
Sagan om den nyfikna abborren är en bilderbok från 1933, skriven och illustrerad av Elsa Beskow.

## Handling
En abborre vid namn Kvick blir fångad av en pojke som heter Thomas, och placerad i ett akvarium. Abborrens vänner, Tant Rödspätta, farbror Braxen och farbror Gädda oroar sig för Kvick och försöker med hjälp av en grodfé att rädda honom. 